# Démoptolème
Selon la mythologie grecque, dans l’Odyssée, Démoptolème (en grec ancien : Δημοπτόλεμος / Dēmoptólemos) est un des prétendants de Pénélope, tué d'un coup de lance par Ulysse à son retour à Ithaque.